# Bianzè
Bianzè é uma comuna italiana da região do Piemonte, província de Vercelli, com cerca de 2.038 habitantes. Estende-se por uma área de 41 km², tendo uma densidade populacional de 50 hab/km². Faz fronteira com Borgo d'Ale, Livorno Ferraris, Moncrivello, Ronsecco, Trino, Tronzano Vercellese.

## Demografia
| Variação demográfica do município entre 1861 e 2011                               |
|                                                                                   |
| Fonte: Istituto Nazionale di Statistica (ISTAT) - Elaboração gráfica da Wikipedia |